# Piero Pierotti (urbanista)
Piero Pierotti (Pisa, 7 gennaio 1937) è uno storico dell'arte e urbanista italiano.

## Biografia
Piero Pierotti è stato docente di Storia dell'Urbanistica presso il Dipartimento di Storia delle Arti dell'Università degli Studi di Pisa. È stato l'iniziatore dell'insegnamento di questa materia in Italia nell'anno accademico 1968-69, sviluppando una metodologia definita ecostoria, basata sull'osservazione diretta e sull'interpretazione delle fonti materiali (strutture, assetto del territorio, manufatti), piuttosto che sulle fonti scritte come nella storiografia tradizionale.
Altri suoi campi di ricerca sono la storia dell'architettura medievale (studi sulla Torre di Pisa, sui fondaci nel Mediterraneo) e lo studio delle culture sismiche locali. Abile fotografo e narratore, ha coniugato questi talenti alle tematiche di ricerca, pubblicando volumi fotografici attinenti e un romanzo divulgativo sulla Torre di Pisa.

## Pubblicazioni
- Lucca. Edilizia urbanistica medievale, Milano, Edizioni di Comunità, 1965
- Pievi pisane a due navate, Pisa, Istituto di Storia dell'Arte, 1965
- Urbanistica, storia e prassi, Firenze, Marchi, 1972
- Teoria del regresso, Nistri-Lischi, 1972
- Introduzione all'ecostoria, Milano, Franco Angeli, 1981
- Una torre da non salvare, Pisa, Pacini, 1992
- La tecnopoli pisana. Studio per una localizzazione (con Carlo Da Pozzo), Pisa, SEU, 1992
- La valle dei mulini. 22 mulini tra Rio Elba e Rio Marina, Pisa, Pacini, 1994
- La valle dei marmi. La strada di Michelangelo, il paesaggio storico alle falde del Monte Altissimo, il progetto di recupero, Pisa, Pacini, 1995
- Prima di Machiavelli: Filarete e Francesco di Giorgio Martini consiglieri del Principe, Pisa, Pacini, 1995
- Imparare l'ecostoria, Milano, Franco Angeli, 1999
- Culture sismiche locali (con Denise Ulivieri), Pisa, Plus, 2001
- Deotisalvi. Architetto pisano del secolo d'oro (con Laura Benassi), Pisa, Pacini, 2001
- Pisa e Accon. L'insediamento pisano nella città crociata, il porto, il fondaco, Pisa, Pacini, 2003
- Breve storia della Torre di Pisa, Pisa, Pacini, 2003
- Manuale di sismografia storica. Lunigiana e Garfagnana (con altri autori),Pisa, Plus, 2003
- L'utopia possibile. Come Peccioli ha trasformato un'emergenza ambientale in un modello di sviluppo di buon governo (con altri autori), Pisa, Plus, 2003
- Pisa e le sue acque. Viaggio fotografico tra due millenni, Firenze, Alinari, 2004
- Paradigmi di architettura. Manuale critico di storia dell'edificazione, Pisa, Plus, 2005
- Come far cadere la torre di Pisa, Pacini, 2005
- Le Rotonde del Santo Sepolcro: un itinerario europeo (a cura di Piero Pierotti, Carlo Tosco e Caterina Zannella), Bari, Edipuglia, 2005
- Città di notte, Pisa, Felici, 2009
- Le avventure di Dondolino: una favola vera, Pisa, Pacini, 2009
- Il metodo ecostorico, Plus, 2009
- Sismografia storica. Regole di carta, regole di pietra: la loro applicabilità professionale, EPC, 2016